# Учредителна конференция на ВМРО (обединена)
Учредителната конференция на Вътрешната македонска революционна организация (обединена) е проведена във Виена, Австрия, от 1 до 11 октомври 1925 г. Организацията е създадена с усилията на Балканската комунистическа федерация и Българската комунистическа партия.

## Делегати
На конференцията присъстват:
- Димитър Влахов - представител на левицата във ВМРО, през юли 1925 г. след убийството на Тодор Паница, Димитър Влахов се заема да формира нов Централен комитет на базата на Майския манифест. Той подписва обединителен протокол с останките от групата на Паница, на базата на който се избира Временен организационен комитет в състав Влахов, Ризо Ризов и Васил Манолов;[1][2]
- Ризо Ризов - стар деец на ВМРО и МФО, който ръководи няколко групи, създадени във Вардарска Македония на базата на Майския манифест;[1][2]
- Георги Занков - представител на Илинденската организация и емиграцията в България;[2]
- Христо Янков - представител на Егейска Македония и емиграцията в България;
- Павел Шатев - представител на македонските братства в България и на македонската емиграция в Турция;[2]
- Владимир Поптомов - представител на Българска Македония;
- Соломон Голдщайн Черски – съветски пълномощник[2]

За председател е избран Димитър Влахов, а за секретар – Владимир Поптомов.

## Заседания
Заседанията са открити от Черски, който очертава задачите на конференцията – изработване на програма на организацията, набелязване на личностите, които биха работили в духа на Майския манифест, уточняване на политиката към групата на Паница и ВМРО, избиране на ръководно тяло и резолюции. Прието е името Вътрешна македонска революционна организация (обединена), с което се показва обединението на левите сили.

### 1 октомври
Доклад на Занков
Първият доклад е на Георги Занков, посветен на състоянието в Македония и сред емиграцията. Занков смята, че ВМРО има позиции само по левия бряг на Вардар, а в Западна Македония, където има стари революционни традиции, не съществува и затова работата на новата организация трябва да започне именно там, като се използва за база Албания. Дейността на ВМРО (обединена) трябва да обхване и Серски окръг, като към работническите центрове Драма и Кавала се действа от Солун. Според Занков Сярската група на Паница не е вече фактор. Занков също така смята, че и емиграцията е левичарска и трябва да се организира, особено в Америка. Според него обаче новата организация не трябва да е оцветена партийно.
Изказване на Ризов
Според Ризо Ризов масите във Вардарска Македония не могат да се присъединят към ЮКП, поради строгия режим в областта и поради пречки от страна на самата ЮКП. Ризов смята, че отношенията с ЮКП трябва да се изгладят, тъй като по-интелигентните личности, приемащи Майския манифест, са от нейните органзации. Ризов отбелязва и процеса на денационализация, на който ЮКП не обръща никакво внимание. За разлика от Занков, той смята, че ВМРО има влияние главно в градовете, сред по-заможните, като посочва, че нейни организации има в Щип, Велес и Скопие.
Изказване на Поптомов
Поптомов говори за положението в Пиринска Македония, където според него, след изселването на турците, населението е изключително българско и съответно не е национално угнетено. Но заради икономическите връзки с другите части на Македония и революционните традиции на Серски окръг, там също може да се работи. Работата обаче не може да има мащаб поради силното присъствие на ВМРО, макар лозунгът „Независима Македония и Балканска федерация“ да има популярност.
Изказване на Христо Янков
Янков говори за положението в Егейска Македония, където според него, ВМРО нямат присъствие, но и националната база се е стеснила, поради изселването на българите и турците. Българско население е сравнително запазено в Кукушко и Солунско. Работата ще е затруднена от гърците бежанци от Турция, но според Янков не трябва да се подклажда вражда с тях. Въпреки всичко според Янков условия за работа в Егейска Македония има и в Солун, центърът на областта, трябва да се създаде комитет на ВМРО (обединена) от българи, евреи и гърци.
Във втората част на изказването си Янков се спира на емиграцията в България, която според него е обхваната от апатия.
Доклад на Димитър Влахов
Докладът на Влахов е посветен на международното положение на Македонския въпрос и той просто повтаря основните пунктове на Майския манифест, като препоръчва той да влезе в програмата на новата организация.

### 3 октомври
Доклад на Георги Занков
Занков изнася доклад за най-близките задачи и за организационното изграждане на ВМРО (обединена). Според него организацията трябва да е централизирана с един център на отделните пунктове, като такъв първоначално трябва да е Виена. Ръководството тряба да се занимава предимно с пропаганда – издаване на вестници, брошури и други. Методите на борбата според Занков си остават четническата тактика и терористичните атентати. Занков очаква най-голямо единодействие с комунистическите партии, а организацията трябва да стане масова с крайна цел въоръжено въстание.
Изказване на Павел Шатев
Шатев смята, че организацията трябва да действа сред населението, сред емиграцията в България и сред емиграцията в чужбина. Също така според него не само Майският манифест може да се използва като идейна основа, а и Меморандумът на Илинденската организация.
Изказване на Христо Янков
Янков смята, че новата организация трябва да се разграничи напълно от буржоазните партии и Лигата на нациите и трябва да се опира единствено на СССР, което трябва открито да се заяви. Според него също така четническата тактика ще донесе повече вреда, отколкото полза, тъй като условия за нея вече няма.
Изказване на Ризо Ризов
Ризов отново говори за позицията на ЮКП и предлага от България да бъдат прехвърлени комунисти и интелигенти, за да развият агитаторска дейност сред българското население във Вардарска Македония.

### 5 октомври
Доклад на Димитър Влахов
Влахов се спира на отношенията на новата организация с различните групи и организации в македонското движение.
- Според Влахов Филип Атанасов е човек „без авторитет и влияние и няма смисъл да се държи сметка за него“ и съответно Влахов го отхвърля като член на ВМРО (обединена).[5][6]
- По отношение на групата Каламатиев-Риндов Влахов смята, че те само ще компрометират ВМРО (обединена).
- Според Влахов групата на Паница, представяна след смъртта му от Яне Богатинов и Васил Манолов е възприела Майския манифест и след като ВМРО се отказва от него, тя е потвърдила приемането му. Влахов настоява групата да бъде привлечена към ВМРО (обединена), тъй като според него тя има стойност. Мнозинството от делегатите подкрепят това предложение и е решено групата да е представена в новия Централен комитет от Димитър Арнаудов.[6]

### 9 октомври
Делегатите избират Централен комитет на ВМРО (обединена). Имената, прогласувани от делегатите, са предложени от Черски:
- Димитър Влахов, избран единодушно
- Георги Занков, избран единодушно
- Христо Янков, избран с мнозинство
- Димитър Арнаудов, избран единодушно

Оставено е свободно място за представител на Вардарска Македония и е решено, по предложение на Влахов, ЦК сам да определя местоположението си.

### 11 октомври
На последното заседание на Учредителната конференция са приети Декларация на ВМРО (обединена), Резолюция по положението в Македония, Резолюция по близките задачи и организационното изграждане на ВМРО (обединена) и Резолюция по принципите и идейните основи на ВМРО (обединена).
Декларация
Декларацията на ВМРО (обединена) е и апел към македонския народ. В нея се твърди, че балканските страни се отнасят към Македония като към обект за завладяване и се стремят да се възползват от македонското освободително движение. Но вследствие на натиска на масите в Македония, емиграцията и терора на властите се създава настроение, довело до Майския манифест. Декларацията твърди, че идеите на Манифеста са усвоени от народа в цяла Македония и сега върху тях стъпва и революционното движение и това обединение, което е свършен факт, слага край на взаимните борби. Учредителите заявяват, че организацията ще се бори срещу кабинета на Цанков, защото той убива македонци, както и срещу правителствата в Белград и Атина, които осъществяват икономически, политически и национален гнет в Македония. ВМРО (обединена) ще се бори и против „българо-македонската фашистка организация“ и против Удружението. Декларацията призовава членовете им да ги напуснат и да се присъединят към ВМРО (обединена).
Резолюция по принципите и идейните основи
В Резолюцията главна задача на новата организация е превръщането ѝ в масова революционна организация в трите части на Македония, която да подготви въоръжено въстание за Независима Македония. Подчертано е, че ще се търси подкрепата на СССР. Борбата ще е легална и нелегална и основната организационна форма е групата от 3-5 души. Старите методи – четничеството и атентатите се изоставят, макар организацията ще се стреми да овладява създадените от обстоятелствата чети.
Във Вардарска Македония центровете са определени да бъдат Битоля, Охрид, Скопие, Велес и Щип. Резолюцията се обръща към ЮКП ясно да определи отношението си към новата организация.
В Егейска Македония център е Солун, откъдето трябва да се прониква в Западна Македония, а през Драма и Неврокоп да се създаде канал за Петричко. В този дял на Македония ВМРО (обединена) заявява, че ще подкрепя напълно ГКП.
В България дейността трябва да се насочи към населението в Македония и към емиграцията. Организацията ще се старае да прониква във всички македонски организации и ще установява връзки с другите революционни организации – Вътрешна тракийска революционна организация и Вътрешна добруджанска революционна организация, както и очаква пълна подкрепа от БКП.
Резолюция по близките задачи
В резолюцията се обръща внимание на емиграцията извън България. Организацията заявява намерение да изпрати агитатори в САЩ и Канада, които да спечелят северноамериканската емиграция и да ограничат влиянието на ВМРО сред нея. Изказва се намерение за установяване на връзки с арумънските емигрантски организации в Румъния, както и за работа сред българската и турската емиграция в Турция, като се използва и турския печат за пропаганда.
Във всичките документи на Учредителната конференция славянското население на Македония е определяно като българско, а „македонци“ се разбира в географски смисъл като съвкупността на всички народи в областта.